# The Poems of Emma Lazarus

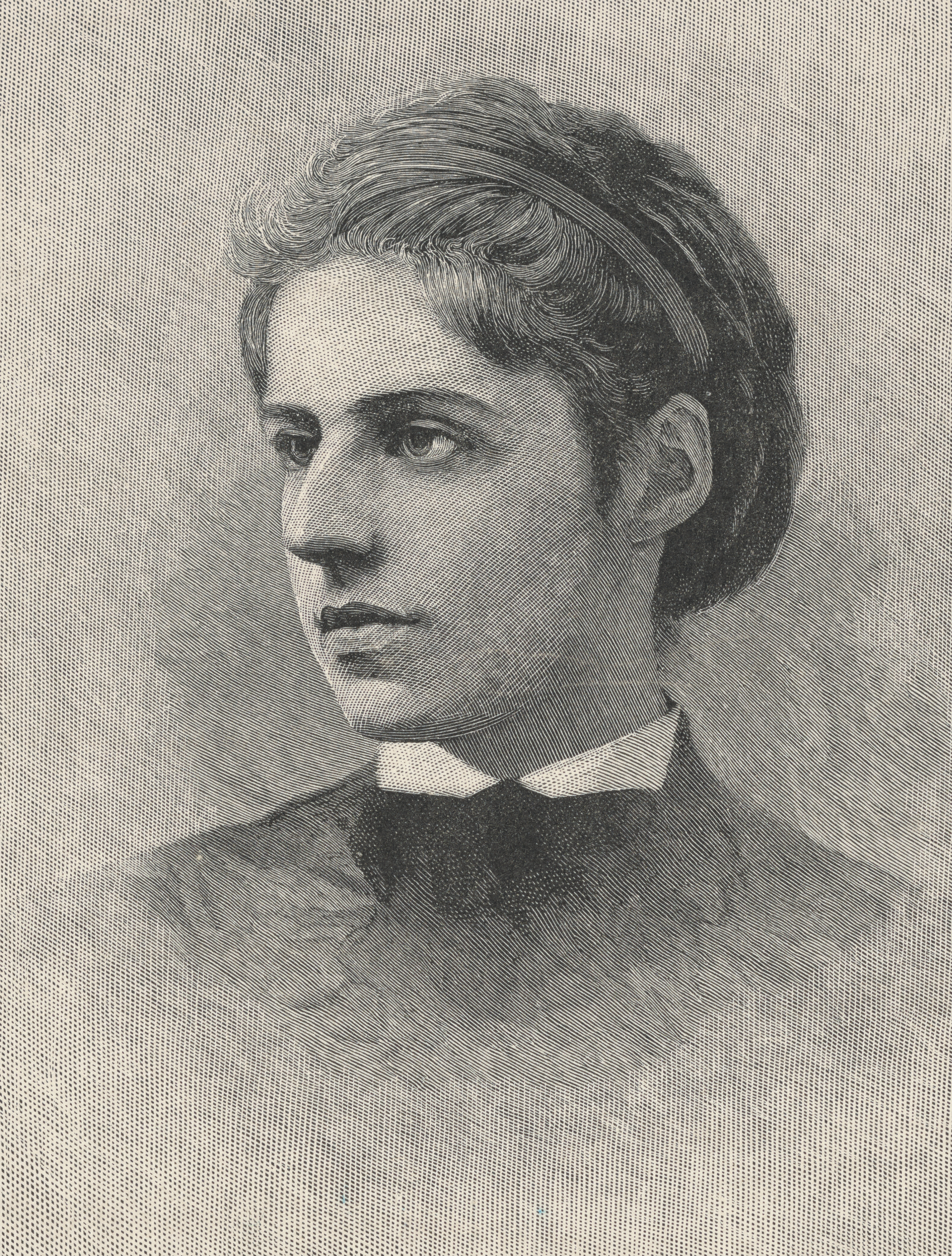
Portret Emmy Lazarus zamieszczony w jej dziełach zebranych

The Poems of Emma Lazarus – dwutomowa, pośmiertna edycja zbiorowa dzieł amerykańskiej poetki Emmy Lazarus (1847-1889), opublikowana w 1888, a następnie w 1889 w Bostonie nakładem oficyny Houghton, Mifflin and Company. Książkę przygotowały do druku siostry zmarłej, Mary i Annie (którym przyznano copyright) oraz Josephine, która napisała wspomnienie o Emmie. Wspomnienie to w tym samym roku ogłoszono drukiem w piśmie Century. Tom pierwszy nosi podtytuł Narrative, Lyric and Dramatic, a tom drugi Jewish Poems: Translations. W pierwszym wolumenie znalazł się dramat The Spagnoletto, a w drugim tragedia The Dance to Death. W tomie pierwszym spośród wierszy lirycznych zaprezentowany został między innymi cykl Epoki.